# シュープィクィ
シュープィクィ（ウクライナ語：Шу́пики；意訳：「シュープィクの村」）は、ウクライナのキーウ州オブーヒウ地区にある村。村名は「シュープィク」というウクライナ人の名字に由来する。ブテーニャ川河岸に位置する。面積は約1.6km²（2005年）。人口は580人（2005年）。